# Малый Мартиник
Малый Мартини́к (иногда Птит Мартини́ка, Литл-Мартини́к, Литл-Мартини́ка или Малая Мартини́ка, англ. и фр. La Petite Martinique) — небольшой остров группы Гренадины в цепи Наветренных островов архипелага Малых Антильских островов. Расположен в юго-восточной части Карибского моря к северо-востоку от Гренады. Входит в состав зависимой территории Карриаку и Малый Мартиник государства Гренада.

## География и климат
Малый Мартиник находится примерно в 5 км от соседнего более крупного острова Карриаку и представляет собой вершину поднимающегося из моря на высоту около 230 м потухшего вулкана Питон. Площадь острова — 2,37 км², среднее расстояние от вершины до побережья — 1,6 км. Примерно в 750 м на юго-запад от острова находится островок Пти-Доминика, и приблизительно на таком же расстоянии к северу от Малого Мартиника — островок Малый Сент-Винсент, принадлежащий государству Сент-Винсент и Гренадины.
Климат тропический, пассатный. Сухой сезон длится с января по июнь, сезон дождей — с июля по декабрь. Средние месячные температуры воздуха на суше 27—32°С, прибрежных вод — 26—30°С.

## История
Самое раннее письменное упоминание о существовании острова датируется 1656 годом, тогда француз Père du Tertre посетил соседний остров Карриаку и нашёл его «красивейшим из небольших островов». Первым поселившимся на Малом Мартинике стал некто Пьер (фр. Mr. Pierre), рыбак.
В начале 1700-х годов он покинул родной остров Мартиника в поисках новых плодородных земель, взял в жёны креолку (уроженку Карриаку), и стал жить с ней, детьми и слугами на Малом Мартинике, присвоив этому островку название «Малый Мартиник» из-за отдалённого сходства с большой. Основными занятиями первых колонистов стало возделывание сахарного тростника и хлопчатника.
Позже Пьер распродал участки земли нескольким другим хозяевам. В 1762 году Малый Мартиник стал частью французской колонии Гренада. В 1763—1779 годах остров захватывался Британской империей, а в 1779—1783 годах снова стал владением Франции. В 1783 году по Версальскому договору Малый Мартиник, как и остальные части Гренады, был окончательно превращён в британскую колонию.
Завезённые из Африки рабы со временем получили свободу и стали селиться, в основном, в южной части острова, а европейцы на его севере. Смешанные браки приветствовались. В 1974 году Гренада получила независимость, оставшись в рамках Содружества, при этом Малый Мартиник обрел статус её зависимой территории.

## Современность

### Население
Ныне остров населяют около 900 человек — в основном, из числа потомков французских колонистов, а также индийского, португальского, шотландского и африканского происхождения. Хотя бо́льшая часть топонимики остаётся французской (L’Esterre, La Resource, Beausejour и др.), французским языком (точнее, франко-креольским наречием, патуа) пользуется преимущественно старшее поколение, в то время как молодёжь англоязычна.
Вероисповедание основной массы островитян — католичество. Возведённая колонистами церковь Святейшего Сердца Иисуса стала первым деревянным зданием на острове (в дальнейшем оно было разрушено ураганом; нынешний храм 1947 года постройки). Основные занятия жителей острова — рыболовство (в том числе сопровождение спортивной рыбалки и подводной охоты), производство лодок, обслуживание туристов.
В троицкую неделю на Малом Мартинике проводится ежегодная регата. Кроме того, островитяне известны танцами Больших Барабанов и свадебными церемониями, сопровождаемыми танцами Пирога и танцами Флага.

### Остров
Юго-восток и восток Малого Мартиника ныне необитаемы, в этих местах склоны горы максимально отвесны. Намного более покатое побережье на западе и севере острова освоено лучше. Вдоль береговой линии тянется единственная улица — Мэйн-стрит. Она соединяет поселения Petite Anse, Kendace, Sussanah, Beausejour, Belle View, Paradise, Good Hope и North Point. Имеются причалы, пляжи, школа, несколько небольших гостиниц, шопинг-центр, ресторан, бары, автозаправка. Полиции и банков нет.
Нанёсший Гренаде в 2004 году большой урон ураган «Иван» прошёл, однако, стороной от Малого Мартиника, но в следующем, 2005 году сильнейшие разрушения — более тысячи домов и иных построек — принёс на остров ураган «Эмили». Из-за него пришлось эвакуировать единственную больницу.
Сообщение с островом — паромное (между Гренадой, Карриаку и Малым Мартиником с 1998 года ежедневно курсирует небольшой паром Osprey), а также местным нерегулярным авиатранспортом, либо просто на лодке.

### Почтовые марки
Гренада с 1973 года эмитировала знаки почтовой оплаты для островов принадлежащей ей части Гренадин, что обозначалось на соответствующих почтовых марках как Grenada Grenadines. С 1999 года (начиная с  (Sc #2117)) Гренада выпускает для своей зависимой территории особые марки, на них имеется надпись Grenada / Carriacou & Petite Martinique. Сюжеты описываемых почтовых марок как правило носят развлекательный характер. Они действительны для оплаты почтовых услуг на всей территории государства и для заграничной корреспонденции из Гренады.